# Ruben Fridolfson
Ruben Fridolfson, född 1933, död 1997, var en svensk församlingsmusiker och tonsättare inom Pingströrelsen i Sverige.

## Psalmer
Ruben Fridolfson satt med i musikgruppen för Segertonerkommittén 1988. Han finns representerad med en psalm i psalmboken.
- Lova Herren! Han är vår Gud, skriven 1960.[2]